# 王斐
王斐（1925年3月—），男，黑龙江德都人，中华人民共和国政治人物，曾任中共黑龙江省委常委、组织部部长，中共黑龙江省纪委书记，黑龙江省政协副主席。